# Атіке-султан
Бурназ Атіке-султан (тур. Burnaz Atike Sultan; 1614, Стамбул — біля. 1674, там же) — п'ята дочка султана Ахмеда Ι від Кьосем-Султан.
Атіке-султан народилася в Стамбулі і була наймолодшою дитиною в родині османського султана Ахмеда Ι і його коханої дружини Кьосем-Султан. Мала чотирьох повнорідних сестер і сімох повнорідних братів. У 1617 році помер батько Атіке, але на трон замість одного з синів Ахмеда зійшов його брат Мустафа I. Потім на троні послідовно опинилися єдинокровний брат Атіке Осман II і другий раз Мустафа I. Весь цей час Атіке разом з матір'ю і сестрами залишалася у Старому палаці. У 1623 році на троні опинився неповнолітній брат Атіке Мурад IV, а їх мати піднялася до рангу валіде і регента при синові.
Щоб забезпечити благополучне правління сина, Кесем видала своїх дочок заміж за вигідних для неї державних діячів. Так чотирнадцятирічна Атіке стала дружиною Джафера-паші. Шлюб тривав близько п'яти років і закінчився зі смертю паші. У 1633 році Атіке вийшла заміж за Сілахтара Мустафу пашу, боснійцем за походженням, що не підтримував політику Кесем. У цей же період кримським ханом матері Атіке була подарована молода наложниця Турхан, яка згодом стала дружиною Ібрагіма I, брата Атіке, і, як вважали багато сучасників, винуватицею смерті Кесем. Кьосем відправила Турхан до Атіке для навчання. У 1636 році помер чоловік Атіке Мустафа паша який був другим візиром; у липні 1636 року овдовіла Атіке. Всі діти, народжені Атіке в трьох шлюбах померли в дитинстві.
Атіке померла в Стамбулі приблизно в 1674 році і була похована в тюрбі Ібрагіма Ι в мечеті Ая-Софія.

## В культурі
- У серіалі «Величне століття: Кьосем-Султан» роль дорослої Атіке виконує Едже Чешміоглу.